# 桓侯 (蔡)
桓侯（かんこう、生年不詳 - 紀元前695年）は、春秋時代の蔡の君主。姓は姫、名は封人。宣侯の子で、宣侯の後を受けて蔡国の君主となった。紀元前710年、桓侯は鄭の荘公と鄧で会合し、楚に対する警戒を確認した。紀元前696年1月、桓侯は魯の桓公・宋の荘公・衛の恵公と曹で会合した。4月、蔡・魯・宋・衛・陳の連合軍が鄭を攻撃した。紀元前695年6月、桓侯は死去した。在位20年。